# Nit de cap d'any

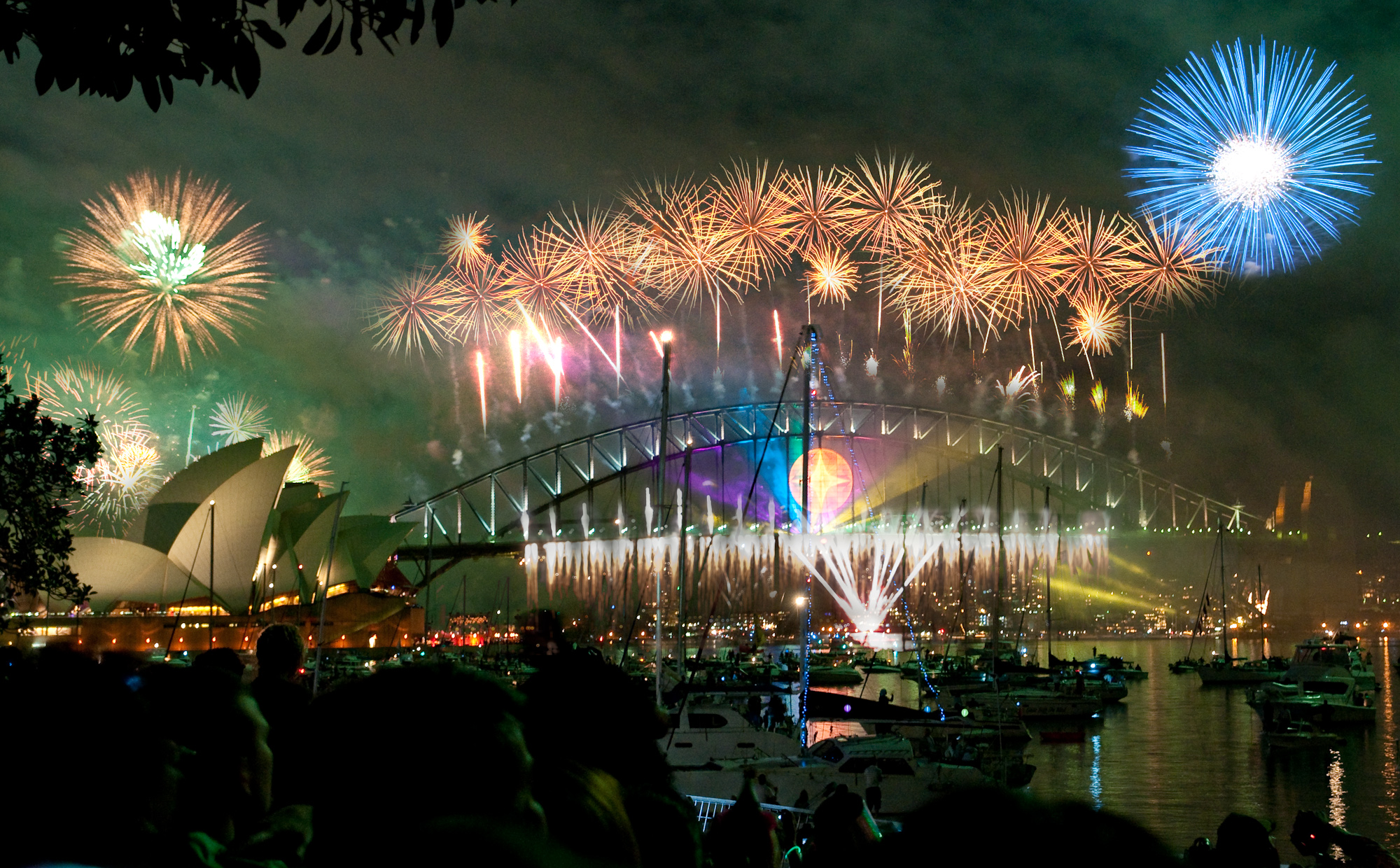
Focs artificials a Sydney durant la nit de cap d'any del 2008.

La nit de cap d'any és l'últim dia de l'any, el 31 de desembre, data que se sol celebrar amb una gran festa que sol incloure focs d'artifici i reunions d'amics. La més nombrosa té lloc a Rio de Janeiro.

## Tradició catalana

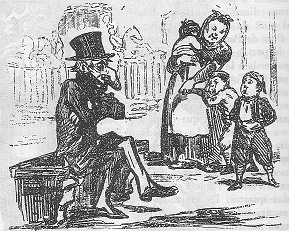
L'Home dels Nassos segons un almanac del

Segons la tradició catalana, en aquest dia surt l'Home dels Nassos, que «té tants nassos com dies té l'any». En fer-se visible només el darrer dia de l'any, el personatge té, com tothom, un sol nas i, per tant, pot ser qualsevol persona. S'explica de tal forma als nens que s'imaginen un personatge estrafolari amb 365 nassos en la cara, sense pensar que el 31 de desembre a l'any li queda només un dia per acabar. També es mengen 12 grans de raïm per cada una de les campanades de fi d'any.

## Tradició espanyola
Als països d'influència espanyola és molt habitual celebrar aquesta festa menjant dotze grans de raïm (un per cada campanada del canvi d'any). D'uns anys ençà s'ha convertit en nit de revetlla celebrada per grans i petits. S'anomena el raïm de la sort.

## Tradició equatoriana
A l'Equador la família crema ninots després d'explicar acudits, en un ritual antic per transmetre esperança. Es porta roba interior groga per atreure la bona sort.

## Tradició filipina
A les Filipines es porta roba estampada amb cercles, com a símbol de fortuna. A l'hora de sopar la família fa bots per espantar els mals esperits i sacseja bosses de monedes, abans de menjar fruites rodones servides en plates circulars.

## Tradició alemanya
A Alemanya (i altres països on es parla aquesta llengua) es passa per televisió el sainet de Lauri Wylie Der 90. Geburstag (també conegut com a Dinner for One) on una vella dama convida per al seu aniversari el seu únic amic viu, que interpreta tots els antics amics de la colla aixecant-se i seient a diferents cadires cada cop més borratxo. Aquest programa té el rècord de ser l'emissió televisiva més repetida de la història.